# Süderholz
Süderholz ist eine amtsfreie Gemeinde im Süden des Landkreises Vorpommern-Rügen und liegt südlich von Grimmen. Der Verwaltungssitz der Gemeinde befindet sich im Ortsteil Poggendorf.

## Geografie

### Geografische Lage
Süderholz liegt südöstlich von Grimmen, westlich von Greifswald und südlich von Stralsund. Die Gemeinde liegt in einer waldreichen Umgebung. Durch das Gemeindegebiet fließen die Flüsse Ryck und Trebel.

### Gemeindegliederung
Zur Gemeinde Süderholz gehören folgende Ortsteile:
|                                                        |                                           |                                                    |                                                         |                                                     |                                                    |                                                    |
| - Barkow - Bartmannshagen - Behnkenhagen - Boltenhagen | - Bretwisch - Dönnie - Grabow - Griebenow | - Grischow - Groß Bisdorf - Gülzow-Dorf - Kandelin | - Kaschow - Klein Bisdorf - Klevenow - Kreutzmannshagen | - Lüssow - Neuendorf - Poggendorf - Prützmannshagen | - Rakow - Schmietkow - Willershusen - Willerswalde | - Wüst Eldena - Wüstenbilow - Wüsteney - Zarnewanz |

### Nachbargemeinden
Nachbargemeinden sind Sundhagen im Norden, Wackerow im Nordosten, Levenhagen im Osten, Dersekow und Sassen-Trantow im Südosten, Loitz (Stadt) im Süden, Glewitz im Südwesten, Wendisch Baggendorf im Westen und Grimmen (Stadt) im Nordwesten.

## Geschichte

### Süderholz
Die Gemeinde Süderholz entstand am 1. Januar 1999 durch den Zusammenschluss von Bartmannshagen, Griebenow, Kandelin, Klevenow, Neuendorf, Poggendorf und Rakow (bis dahin selbstständige Gemeinden des Amtes Süderholz).
Die Gegend war schon in der Steinzeit besiedelt, davon zeugen Großsteingräber (Neolithikum 3500 bis 1700 v. Chr.) in der Region. Vom 7. bis zum 13. Jahrhundert wurde die Umgebung hauptsächlich von Slawen bewohnt. Im Zuge der frühdeutschen Ostkolonisation (ab 1230) und der Gründung des Klosters Eldena kamen immer mehr deutsche Siedler ins Land. Der Name Süderholz ergab sich aus einem Waldstück (Holz) südlich von Poggendorf. Die Region hatte unter den Kriegen zu leiden. Von 1648 bis 1815 gehörte die Region zu Schwedisch-Pommern und danach zur preußischen Provinz Pommern.
Von 1952 bis 1994 gehörten die Orte der heutigen Gemeinde zum Kreis Grimmen (bis 1990 im DDR-Bezirk Rostock, 1990–1994 im Land Mecklenburg-Vorpommern). 1994 wurden sie in den Landkreis Nordvorpommern eingegliedert. Seit der Kreisgebietsreform 2011 liegt Süderholz im Landkreis Vorpommern-Rügen.
Von 1992 bis 1999 war Vorgänger der Gemeinde das Amt Süderholz (benannt nach einem Waldstück bei Poggendorf). Der Ort Poggendorf war der Sitz des Amtes und ist jetzt Verwaltungssitz der Gemeinde Süderholz.

### Geschichte der Ortsteile
Barkow
Der Ort liegt nur durch die Bundesstraße 194 getrennt gegenüber von Klevenow. Beide gehen heute fast ineinander über. Barkow hatte etwa die gleiche Entwicklung wie Klevenow, auch dort war um 1880 eine Vergrößerung und Modernisierung des Gutes und der Landarbeitersiedlung realisiert worden. Zur gleichen Zeit entstand direkt an der Straße ein Chausseehaus. Nach 1945 erfolgte die gleiche Entwicklung wie bei Klevenow, aber das Gut wurde gänzlich mit Neubauernhöfen überbaut, das Gutshaus wurde ebenfalls Wohnhaus. Die Landwirtschaft (LPG) wurde nach Klevenow verlegt.
Bartmannshagen
Der Ort ist dem Namen nach eine frühdeutsche Gründung. Bartmannshagen hatte um 1880 ein kompaktes Gut mit einem ausgedehnten Park und stellte zu dieser Zeit ein ausgesprochenes Gutsdorf dar. Um 1920 wurden Teile der Feldmark aufgesiedelt, es entstanden weit auseinander liegende Siedlungshöfe in nordöstlicher und südöstlicher Richtung. Dadurch entstand ein Streusiedlungsdorf. Nach der Bodenreform von 1945/1947 wurde der Park mit Neubauernhöfen überbaut, es sind nur noch unwesentliche Reste vorhanden.
Behnkenhagen
Dem Namen nach ist es eine frühdeutsche Gründung (1230 bis 1350), auch das nahe Bodendenkmal, die Turmhügelburg knapp westlich des Ortes, ist Beleg dafür. Der Turmhügel wird durch eine Bachschleife geschützt. Behnkenhagen ist ein Straßendorf und von der Funktion her ein Bauerndorf, was für Pommern eher selten ist. Die Höfe sind im Umfeld verteilt. Diese Struktur hat sich bis in die Gegenwart erhalten. Am 1. Juli 1950 wurde die bis dahin eigenständige Gemeinde Behnkenhagen nach Neuendorf eingemeindet.
Boltenhagen
Boltenhagen war ein Gutsdorf und bestand seit dem 18. Jahrhundert aus zwei Gütern, dem adligen Gut (Rittergut) und dem Allodialgut. Dazwischen lag um einen Anger das Dorf mit den Landarbeiterkaten. Beide Güter hatten einen Gutspark, das adlige Gut einen kleinen Landschaftspark und das andere Gut einen gestalteten Barockpark. Das Allodialgut besaß schon vor 1880 eine Holländerwindmühle, die noch nach 1920 arbeitete. Adlig-Gut Boltenhagen, stabil um die 192 ha groß, gehörte bereits vor 1914 über einige Jahrzehnte der von Wakenitz’sche Familienstiftung. 1921 war das Allodialgut Boltenhagen weiterhin im Eigentum des Landwirts Franz Briest, mit 195 ha.
Bretwisch
Bretwisch war eine große Ansiedlung mit einem Angerdorf und Bauernwirtschaften sowie einem Dominalgut im Südwesten des Ortes. Diese Struktur erhielt sich bis 1945. Dann veränderten Bodenreform und die Kollektivierung der Landwirtschaft den Ort. Bretwisch wurde am 1. Juli 1950 nach Rakow eingemeindet.
Dönnie
Der Ort wurde 1289 als Donyn in einer Urkunde der Herzöge Bogislaw IV., Barnim II. und Otto I. von Pommern erwähnt, als der Ort ins Eigentum des Klosters Stolpe übertragen wurde.
Grabow
Grabow war noch 1835 laut preußischem Urmesstischblatt (PUM) als Teil von Rakow zu Klein Rakow gehörig. Bis 1880 wurde der Ort mit einem relativ kleinem Gut um 1,5 km nach dem Südosten von Rakow verlegt bzw. neu aufgebaut. Damit wurde es selbstständiger Ort, der sich auch bis 1920 nicht veränderte. Mit der Bodenreform von 1945 verschwand das Gut vollständig, es entstanden einige kleine Neubauernsiedlungen. Nach 1960 wurden der Ort und die ehemalige Gutsanlage mit einem LPG-Agrarkomplex überbaut. Dieser wurde nach 1990 wesentlich verkleinert und besteht jetzt aus einer kleineren Viehanlage.
Griebenow
Südöstlich des Gutes liegen Relikte einer mittelalterlichen Turmhügelburg aus frühdeutscher Zeit (1230 bis 1350) mit teilweise erhaltenem Ringgraben. Griebenow wurde 1248 erstmals urkundlich als „Gribbinogh“ erwähnt. Der Ort war damals im Erstehen begriffen und wurde zusammen mit den Orten Subzow und Pansow von Dersekow aus verwaltet und gehörte dem Kloster Eldena. Dies wurde in der genannten Urkunde von Herzog Wartislaw III. bestätigt. Nach langfristigen Streitigkeiten zwischen dem Kloster und der Familie von Loitz (von Gadebusch) erhielten diese dann vom Kloster die drei Ortschaften zu Lehen. Obwohl 1250 noch Papst Innozenz IV. dem Kloster den Besitz bestätigt hatte, stritten die Herren von Loitz wieder, und der Besitz wurde dem Kloster entfremdet. 1275 gaben Herzog Barnim I. und 1281 Herzog Bogislaw IV. die Orte wieder ohne Einschränkung an das Kloster. Im 15. Jahrhundert hatte das Kloster den Besitz aufgegeben oder vertauscht, die Familie von Rusche erhielt die Dörfer vom Herzog als Lehen.
Das ritterschaftliche Gut gehörte ab Mitte des 17. Jahrhunderts der Familie von Keffenbrinck, die unter dem Namen von Rehnskiöld ab 1650 die schwedische Nobilität erhielt. Der schwedische Einfluss wird auch im Herrenhaus (Schloss) Griebenow sichtbar, das 1702–1706 erbaut wurde. Die Linie starb in der zweiten Hälfte des 18. Jahrhunderts aus, die westfälische Linie derer von Keffenbrinck erbte das Gut. Sie erhielten 1875 den Grafentitel für den Fideikommiss Griebenow mit Willershusen und Kreutzmannshagen. Durch Heirat gelangte das Gut nach 1900 an die Familie der Freiherren von Langen, die sich dann von Langen-Keffenbrinck nannte.
Griebenow war ein typisches Gutsdorf mit dem dominierenden Gut einschließlich ausgedehntem Park und einer Landarbeiter-Katenzeile westlich des Parks. Zwischen 1880 und 1920 mussten Teile des Gutes abgegeben werden und wurden aufgesiedelt. Dadurch entstanden nach Nordwesten und Nordosten ausgedehnte Streusiedlungen.
Während des Zweiten Weltkrieges war das Schloss Müttererholungsheim, bis 1958 Tuberkulose-Genesungsheim und dann Altersheim.
Zu DDR-Zeiten und besonders nach 1990 begann der Ausbau der Wohnsiedlungen nördlich und südwestlich des Schlossareals. Der Gutshof mit den Wirtschaftsgebäuden ist relativ gut erhalten, es wurden zu LPG-Zeiten nur Bauten verändert und hinzugefügt.
Das Gebiet um das Schloss wurde ab dem Ende der 1990er Jahre mit Hilfe der Städtebauförderung durch umfassende Restaurierungen aufgewertet.
Grischow
Grischow hatte eine eigenwillige Struktur. Bereits 1835 gab es nördlich ein kompaktes Gut mit barockem Park und quer durch die Gutsanlage die Dorfstraße mit neun kleinen Landarbeiterkaten. Dies veränderte sich 1880 laut Messtischblatt (MTB), das Gut wurde vergrößert und das Dorf konzentrierte sich mit sechs Gebäuden westlich vom Gut. Von Grischow stammt Anna Regina von Bilow, die Frau Carl von Arnims. Mit der Bodenreform von 1945 wurde das Gut enteignet und die Neubauernsiedlungen rund um den Rest des Gutes errichtet. Der Park wurde bis auf einen Randstreifen beseitigt.
Groß Bisdorf
In den modernen Kartenwerken wird das Dorf auch nur mit „Bisdorf“ bezeichnet. Der Ort ist ein Angerdorf und von der Funktion her ein Bauerndorf. Es gibt außer der Kirche mit Kirchhof und dem obligatorischen Kriegerdenkmal keine Besonderheiten. Das Dorf hat sich entsprechend den Kartenwerken seit 1835 bis heute in Größe und Struktur nicht verändert. Groß Bisdorf wurde am 1. Juli 1950 nach Kandelin eingemeindet.
Gülzow-Dorf
Gülzow-Dorf wurde nach 1835 laut preußischem Urmesstischblatt mit dem Namen Gülzow angelegt. Es gibt keinen Nachweis, aber es ist anzunehmen, dass das Gut (Gülzow-Hof) die abgelegene Feldmark am Wald zur Besiedlung mit Bauern abgeben musste. Es wurden in T-Form acht Siedlungshöfe angelegt, wie das Messtischblatt (MTB) 1880 zeigt. Diese Struktur bestand auch noch 1920. Nach 1945 blieben nur noch vier Höfe übrig, die nach 1960 ihre landwirtschaftliche Funktion an die nahe gelegene LPG verloren. Die Höfe wurden Wohnplätze, und in einem wurde ein Gewerbebetrieb eingerichtet.
Kandelin
Es ist eine slawische Gründung. Kandelin war und ist ein Straßendorf, hatte aber einen kleinen Anger, das vorhandene Gut war nicht dominant. Kandelin wurde 1677 während der Schwedenzeit im Holländischen Krieg zerstört. Der Ort hatte um 1880 ein kleines Gut, eine Dampf- und eine Windmühle. Dieses Gut, vormals Candelin genannt, war längere Zeit in bürgerlicher Hand. Nach dem erstmals amtlich publizierten General-Adressbuch der Rittergutsbesitzer- und Gutsbesitzer der Provinz Pommern hieß der Gutsherr Mierendorf, auf 264 ha. Dann gehörte es der briefadeligen Familie von Gazen genannt Gaza. Letzter Vertreter als Gutsbesitzer vor Ort war Ernst von Gaza. Sein Rittergut Candalinenhof beinhaltete einen Umfang von gesamt 289 ha Land, davon in Acklerflächen 238 ha. Das Gut unterhielt mit 300 Tieren einen großen Schweineviehbetrieb. Des Weiteren galt man als offizielle Saatguteinrichtung. Im Ort Kandalin bestanden drei jeweils um die 24 ha große Höfe, der Familien E. und O. Bahls sowie Max Wörpel. Das Dorf weitete sich zu DDR-Zeiten und nach 1990 beträchtlich aus, es entstanden zwei große Landwirtschaftskomplexe.
Kaschow
Kaschow ist eine slawische Gründung. Es war um 1880 ein Angerdorf mit zentraler Kirche und Kirchhof und von der Funktion her ein Bauerndorf mit Höfen an der Dorfstraße. Am nördlichen Dorfrand befand sich ein Forsthaus. Kaschow liegt zwischen dem Grimmener Stadtwald und dem Heidenholz. Im Stadtwald liegt der Rest eines neolithischen Großsteingrabes (3500 bis 1700 v. Chr.), und im Heidenholz sind die Reste einer neuzeitlichen Schanze anzutreffen. Sie wird als Schwedenschanze benannt, ist aber nicht in diese Zeit datiert, sondern schon um 1500. Sie ist annähernd quadratisch mit Außenwällen und hat Maße von 200 mal 200 Meter. Sie stellt wohl eine Vorfeldsicherung für die Stadt Grimmen dar. Das Dorf hatte sich bis in das 20. Jahrhundert kaum verändert, erst nach 1990 entstand östlich und westlich von Kaschow eine große Golfanlage, der Golfpark Strelasund.
Klein Bisdorf
Der Ort war schon immer eine Streusiedlung und von der Funktion her ein Bauerndorf. Die kleinen und mittleren Bauernhöfe lagen und liegen verstreut an den Straßen bzw. den Wegen. Der Ort hatte noch 1920 laut Messtischblatt (MTB) zwei Windmühlen, sonst aber keine Besonderheiten. Klein Bisdorf liegt jetzt direkt an der Anschlussstelle Greifswald der Bundesautobahn 20. Die Struktur des Dorfes hat sich nicht verändert, lediglich östlich ist um 2002 der Betriebshof der Autobahnmeisterei entstanden.
Klevenow
Der Ort wurde 1387 erstmals urkundlich erwähnt. Klevenow war wichtige Grenzbefestigung von Pommern gegen Mecklenburg. Das ritterschaftliche Gut gehörte den von Wackenitz. 1612 wurde auf den geschleiften Wallanlagen eine Kapelle errichtet. Die Burg Klevenow und auch die Kapelle wurden im Dreißigjährigen Krieg zerstört, wieder aufgebaut und später umgebaut. 1627 erweiterte Carl von Wakenitz die Wasserburganlage. 1816, bereits zu preußischer Zeit, gelangte der Besitz durch Heirat an die Lancken, die sich daraufhin von Lancken-Wakenitz nannten. 1835 lag das Herrenhaus auf dem Burgberg, nordöstlich davon befand sich das Gutsareal und nördlich zwei Landarbeiterkaten. Zwischen Gut und Burgberg war die Kapelle angesiedelt. 1848 brannte die Burg aus. Danach wurden die Wassergräben zugeschüttet, die Wälle planiert und darauf ein Park angelegt. Fritz Freiherr von Lancken-Wakenitz war der Auftraggeber dieses Umbaus einschließlich des Gutshauses. Die MTB von 1880 zeigt eine imposante Parkanlage. Die Landarbeiter-Katenzeile wurde nach Osten, parallel zur späteren Bundesstraße 194, verlegt. Letzter Besitzer des 500 ha großen Gutes war 1945 Malte Freiherr von der Lancken-Wakenitz. Aus der Bodenreform 1945/1947 resultierte die Ansiedlung von Neubauerngehöften. Danach wurden von der LPG die Wirtschaftsbauten des ehemaligen Gutes genutzt und weitere links und rechts davon errichtet. Der Park wurde nach 1945 beschädigt, besonders durch den Bau eines Sportplatzes mitten im Park und durch mangelnde Pflege. Trotzdem ist er mit dem erhaltenen Herrenhaus noch eine Sehenswürdigkeit.
Kreuzmannshagen
Das Dorf ist eine frühdeutsche Gründung. Es bestand um 1880 aus einem großen Gut und einer Landarbeiter-Katenzeile. Der Gutspark hatte nur eine geringe Größe. Wie beim nahe gelegenen Griebenow ist auch hier eine Aufsiedelung vor 1920 zu verzeichnen, die in Richtung Nordwesten und Nordosten als Streusiedlung mit einzelnen Drei- oder Vierseithöfen realisiert wurde. Die nordwestliche Hauptstraße wurde zu DDR-Zeiten und nach 1990 weiter bebaut. Vom relativ großen Gut sind nur wenige Reste geblieben, das Grundstück wurde nach der Bodenreform von 1945/1947 mit Neubauernhöfen überbaut.
Lüssow
Lüssow war eine slawische Gründung und hatte 1835 laut PUM nur ein kompaktes Gut ohne Wohnplatz, dieser war wohl im Gut integriert. Bis 1920 entstand südlich des Gutes eine Katenzeile. Rittergutsbesitzer, Gut Lüssow bestand aus 267 ha, war Reinhold Wolff. Nach 1945 verschwanden vom Gut die meisten Wirtschaftsbauten, und es entstanden die Neubauernhöfe nach der Bodenreform. Vom kleinen Gutspark blieb nur ein geringer Rest. Der Hof des Gutes entwickelte sich zum Dorfanger.
Neuendorf
Der Ort ist dem Namen nach eine frühdeutsche Gründung (um 1230 bis 1350). Die Ortschaft wurde als Niendorp am 12. Juli 1276 erstmals urkundlich genannt. Neuendorf wurde 1677 während des Holländischen Krieges zerstört. Neuendorf ist ein Straßendorf, das zugehörige Gut liegt etwas abgesetzt nach Westen. Gutshaus und Wirtschaftsgebäude waren bereits vor 1835 errichtet worden. Der Park scheint nach der Kartenzeichnung ursprünglich im Barockstil angelegt, später aber in einen englischen Landschaftspark umgewandelt worden zu sein. 1880 hatte Neuendorf fünf Windmühlen (einschließlich Sandberg), eine Molkerei und eine separat westlich liegende Schmiede. Nach der Bodenreform 1945/1947 entstanden mehrere Neubauerngehöfte. Am 1. Juli 1950 kam Behnkenhagen zum Gemeindegebiet hinzu. Nach 1960 überbaute die LPG das Gutsgelände. Erst in den 1970er Jahren entstand nordwestlich gegenüber dem Gut ein LPG-Komplex. Nach 1990 wurde er privatisiert und modernisiert. Die LPG-Bauten im Gutsareal wurden beseitigt, die westlich daneben gelegenen blieben bestehen.
Poggendorf
Poggendorf ist bekannt durch seine Großsteingräber aus dem Neolithikum (3500 bis 1700 v. Chr.), aber auch durch mehrere Hügelgräber aus der Bronzezeit (1700 bis 600 v. Chr.). Diese Gräber belegen eine frühe und durchgehende Besiedlung des Raumes um Poggendorf. Urkundlich erwähnt wurde der Ort als „Pockendorp“ erstmals am 30. April 1277, als Herzog Barnim I. und der Camminer Bischof sich den Zehnten unter anderen Orten auch aus Poggendorf teilten.
Prützmannshagen
Auch dieser Ort ist eine frühdeutsche Gründung, wie der Name belegt. Der Ort bestand laut PUM 1835 aus zwei Vierseithöfen, die auch auf dem MTB von 1920 noch eingetragen sind. Nach 1945 bzw. zu DDR-Zeiten vergrößerte sich der Ort nur unwesentlich. So blieb es bis heute.
Rakow
Rakow wurde am 31. Oktober 1232 erstmals urkundlich erwähnt und hieß zu dieser Zeit Racowe, aber unterteilt in Groß = majus und Klein = minus. In der Urkunde schenkte Herzog Wartislaw III. dem Kloster Doberan die Dörfer Groß- und Klein-Rakow. Der Name kommt aus dem Slawischen und bedeutet so viel wie Krebsort.
Schmietkow
Dem Namen nach ist es eine slawische Gründung. Es ist ein kleines Gutsdorf mit dem Gut einschließlich einem Park und einer doppelten Katenzeile für die Landarbeiter. 1880 wurde es als normales Gut bezeichnet, 1920 aber als Dominal, das heißt in Staatseigentum befindlich. Das heute sanierte Gutshaus wurde um 1900 erbaut. Nach der Bodenreform von 1945/1947 entstanden nördlich und westlich Neubauernsiedlungen, danach veränderte sich die Struktur des Dorfes nicht mehr. Einige Wirtschaftsgebäude des Gutes verschwanden, auch der Park wurde stark dezimiert.
Willershusen
Nordöstlich des Ortes liegt ein großer Burgwall, der in die Zeit von 2200 bis 600 v. Chr. datiert wird. Er umfasst eine Fläche von 6 ha mit ca. 1000 Metern im Durchmesser. Die datierenden Funde entstammen der Jungbronze- und Früheisenzeit und waren Flint- und Keramikartefakte. Urkundlich wurde er in Verbindung mit der Wüstung Guttin in einer Grenzbeschreibung genannt. Willershusen war um 1880 ein relativ kleines Gut mit einer ebenfalls kleinen Katenzeile der Landarbeiter. Etwas abseits lag südöstlich ein Forstgehöft, westlich lagen zwei Windmühlen. Nach der Bodenreform entstanden in Richtung Neuendorf mehrere Neubauernhöfe.
Willerswalde
Auch Willerswalde ist eine frühdeutsche Gründung. Es war um 1880 ein Angerdorf, aber mit einem dominanten Gut und dessen Park. Von Gut und Park sind nur nach Reste vorhanden. Das Dorf hat sich später nach Nordosten ausgedehnt, wohl durch die Bodenreform und später die Ansiedlung eines größeren Agrarbetriebes.
Wüst Eldena
Der Name hat sicher etwas mit dem Kloster Eldena zu tun, welches in dieser Gegend besitzlich war. Der Ort liegt direkt am Ryk, hier noch Ryk-Graben genannt. Der Ort bestand um 1835 nur aus einem kleinen Vierseithof und zwei Landarbeiterkaten. Bereits 1880 wurde das Gut neu gebaut und war dann recht groß. Die Ansiedlung der Landarbeiter und Handwerker war jedoch nicht wesentlich vergrößert worden. Nach der Bodenreform von 1945/1947 entstand rings um das Gut eine Streusiedlung, die sich auch auf die Südseite des Ryk ausdehnte. Große Teile der Gutsgebäude wurden auch zu LPG-Zeiten weiter genutzt, dadurch blieben sie erhalten.
Wüstenbilow
Das Dorf wurde 1320 erstmals als „Bilow“ urkundlich erwähnt, benannt nach der nachbarlichen Adelsfamilie Bilow, die ihre Besitzanteile 1551 an das Herzogtum Pommern verkaufte. Im Dreißigjährigen Krieg wurde der Ort völlig verwüstet und seitdem als Wüstenbilow bezeichnet.
Wüsteney
Wüsteney war ein Gutsdorf mit dem Gut, der Katenzeile der Landarbeiter, aber auch sonstigen dörflichen Gehöften und der Kapelle. Nach der Bodenreform entstanden zusätzliche Neubauerngehöfte, aber später keine LPG-Bauten. Die Gutsbauten außer dem Herrenhaus wurden beseitigt, teilweise mit neuen Gehöften überbaut. Nach 1990 entstand südöstlich des Ortes ein kleiner landwirtschaftlicher Komplex.
Zarnewanz
Zarnewanz ist ein Angerdorf, hatte aber schon 1835 laut Preußischem Urmesstischblatt (PUM) zwei Gehöftzeilen, die als Kolonie Zarnewanz bezeichnet wurden. Noch 1920 unterschied man laut Messtischblatt (MTB) zwischen Groß Zarnewanz, dem Kerndorf und Klein Zarnewanz, der ehemaligen größeren Kolonie in Richtung Kandelin. Am Ort gab es drei Windmühlen. Zarnewanz hatte kein Gut, es war demnach ein reines Bauerndorf. Nach 1945 wurde das Dorf als geschlossene Einheit und mit dem Namen Zarnewanz bezeichnet. Die Dorfstruktur veränderte sich aber nicht wesentlich. Zarnewanz wurde am 1. Juli 1950 nach Kandelin eingemeindet.
Sandberg (Wohnplatz)
Der Wohnplatz Sandberg gehört zu Neuendorf, liegt aber 1,2 Kilometer nordöstlich des Kerndorfes. Er hatte drei Gehöfte und zwei Windmühlen. Die Gehöfte bestehen noch heute.
Guttin (Wüstung)
Der Burgwall von Guttin wird auf Grund der zahlreicheren Funde in die späte Bronzezeit (1200 bis 600 v. Chr.) und die Eisenzeit (600 v. Chr. bis 600) datiert. Die Burgen sind in dieser Gegend eher selten. Es ist anzunehmen, dass der Burgwall in slawischer Zeit (600 bis 1200) weiter genutzt wurde, obwohl hier Funde die Ausnahme sind. Der Burgwall ist noch heute ausgeprägt und, obwohl vom Wald überwachsen, gut erhalten. Die neben der Burg liegende Siedlung wird eher der Slawenzeit zugeordnet. Das stimmt auch mit den Urkunden aus dieser Übergangszeit von der slawischen Phase bis zur frühdeutschen (1230 bis 1400) Besiedlung überein.

## Bevölkerung
| Jahr | Einwohner |
| ---- | --------- |
| 1999 | 4633      |
| 2000 | 4660      |
| 2005 | 4422      |
| 2010 | 4041      |
| 2015 | 3984      |

| Jahr | Einwohner |
| ---- | --------- |
| 2020 | 4058      |
| 2021 | 4061      |
| 2022 | 4074      |
| 2023 | 4086      |

Stand: 31. Dezember des jeweiligen Jahres

## Politik

### Gemeindevertretung
Die Gemeindevertretung von Süderholz besteht aus 15 Mitgliedern. Die Kommunalwahl am 9. Juni 2024 führte bei einer Wahlbeteiligung von 64,9 % zu folgendem Ergebnis:
| Partei / Wählergruppe          | Stimmenanteil 2019 | Sitze 2019 |  | Stimmenanteil 2024 | Sitze 2024 |
| ------------------------------ | ------------------ | ---------- |  | ------------------ | ---------- |
| CDU                            | 64,8 %             | 10         |  | 52,7 %             | 8          |
| AfD                            | –                  | –          |  | 27,0 %             | 4          |
| Die Linke                      | 16,0 %             | 2          |  | 12,1 %             | 2          |
| Einzelbewerber Stefan Steinke  | 07,3 %             | 1          |  | 04,3 %             | 1          |
| Einzelbewerberin Fanny Jarmer  | –                  | –          |  | 03,9 %             | –          |
| Einzelbewerber Göran Hermann   | 08,8 %             | 1          |  | –                  |            |
| Einzelbewerberin Carola Bönsch | 03,1 %             | 1          |  | –                  |            |
| Insgesamt                      | 100 %              | 15         |  | 100 %              | 15         |

### Bürgermeister
- 1999–2006: Ralf Drescher (CDU)
- seit 2006: Alexander Benkert (CDU)

Benkert wurde in der Bürgermeisterwahl am 19. Januar 2020 mit 89,9 % der gültigen Stimmen für eine weitere Amtszeit von sieben Jahren gewählt.

### Wappen, Flagge, Dienstsiegel
Die Gemeinde verfügt über kein amtlich genehmigtes Hoheitszeichen, weder Wappen noch Flagge. Als Dienstsiegel wird das kleine Landessiegel mit dem Wappenbild des Landesteils Vorpommern geführt. Es zeigt einen aufgerichteten Greifen mit aufgeworfenem Schweif und der Umschrift „GEMEINDE SÜDERHOLZ * LANDKREIS VORPOMMERN-RÜGEN“.

### Partnergemeinden

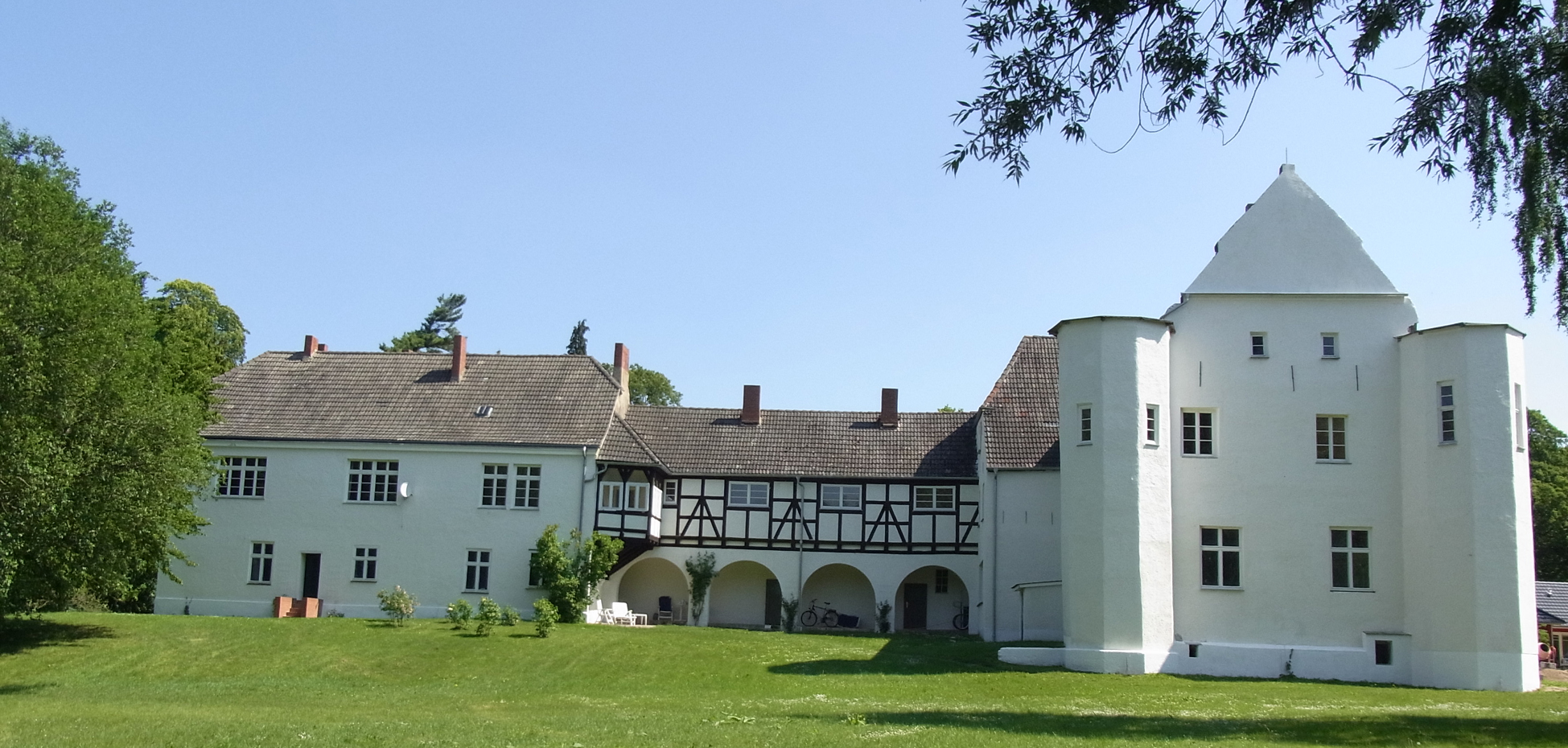
Burg Klevenow

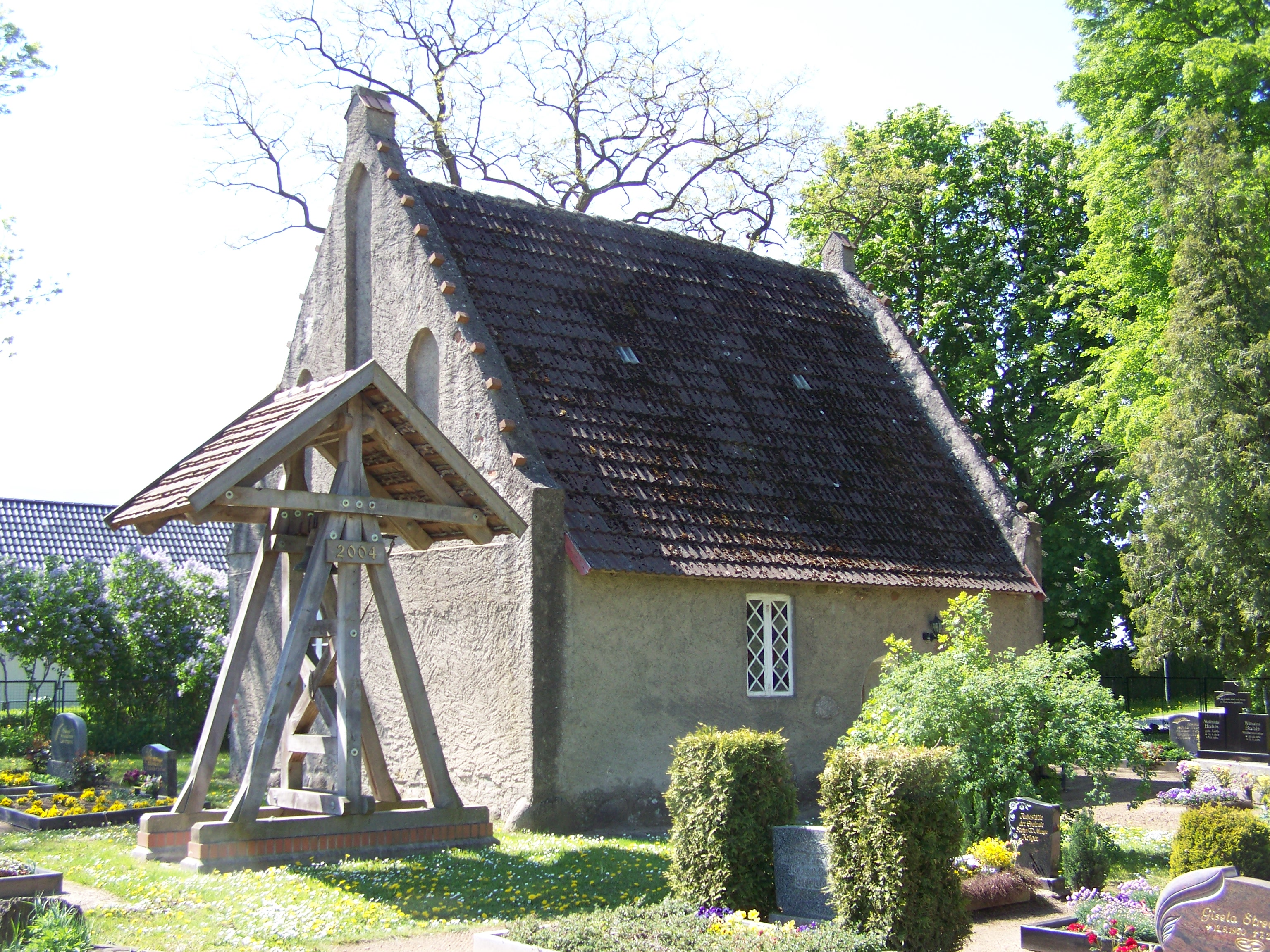
Kirche in Kandelin

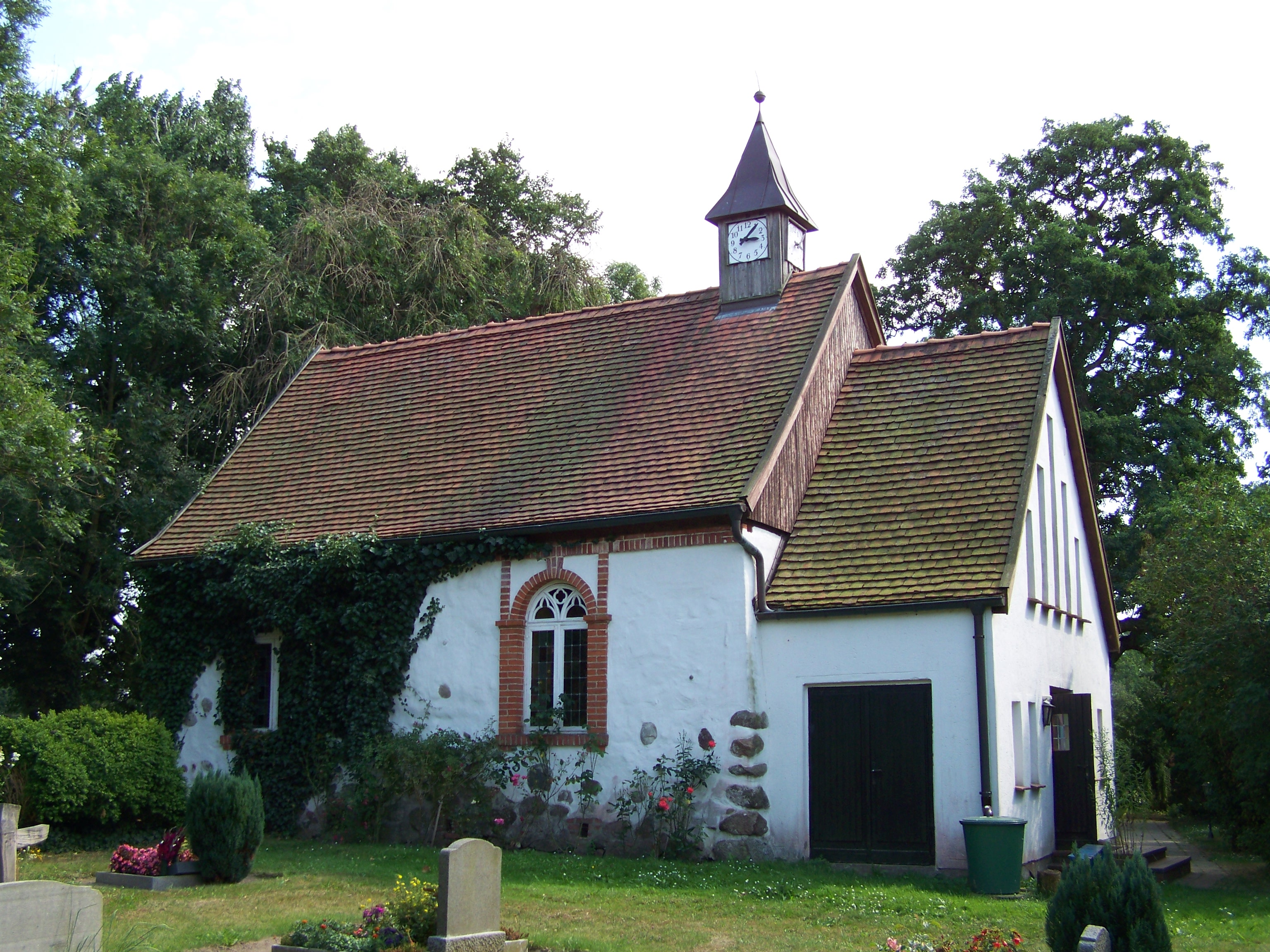
Kapelle in Willerswalde

- Rieseby in Schleswig-Holstein
- Thumby in Schleswig-Holstein

## Sehenswürdigkeiten

### Bauwerke
- Schloss Griebenow
- Burg Klevenow

Kirchen
- Kirche Groß Bisdorf (erste Erwähnung im 13. Jahrhundert)
- Kirche Bretwisch, rechteckiger Feldsteinbau, 1852 in neogotischen Formen erbaut. Die Kirche besitzt eine einheitliche neogotische Ausstattung aus dem 19. Jahrhundert. Die Orgel wurde von Friedrich Albert Mehmel gefertigt.
- Schlosskapelle Griebenow, im 17. Jahrhundert errichteter 15-seitiger Holzbau
- Kirche Kandelin, vermutlich aus dem 14. Jahrhundert[25]
- Kapelle Kaschow[13]
- Kapelle Klevenow[13]
- Dorfkirche Kreuzmannshagen[26]
- Kapelle Poggendorf
- Kirche Rakow von 1238, einschiffiger Feld- und Backsteinbau. Mit dem Bau des Chores wurde Mitte des 13. Jahrhunderts begonnen. Das breitere Kirchenschiff mit dem Westturm wurde bis zum 15. Jahrhundert fertiggestellt. Im Inneren finden sich Reste ornamentaler Wandmalerei aus dem 13., 15. und 18. Jahrhundert.
- Kapelle Willerswalde

### Grünanlagen und Bodendenkmale

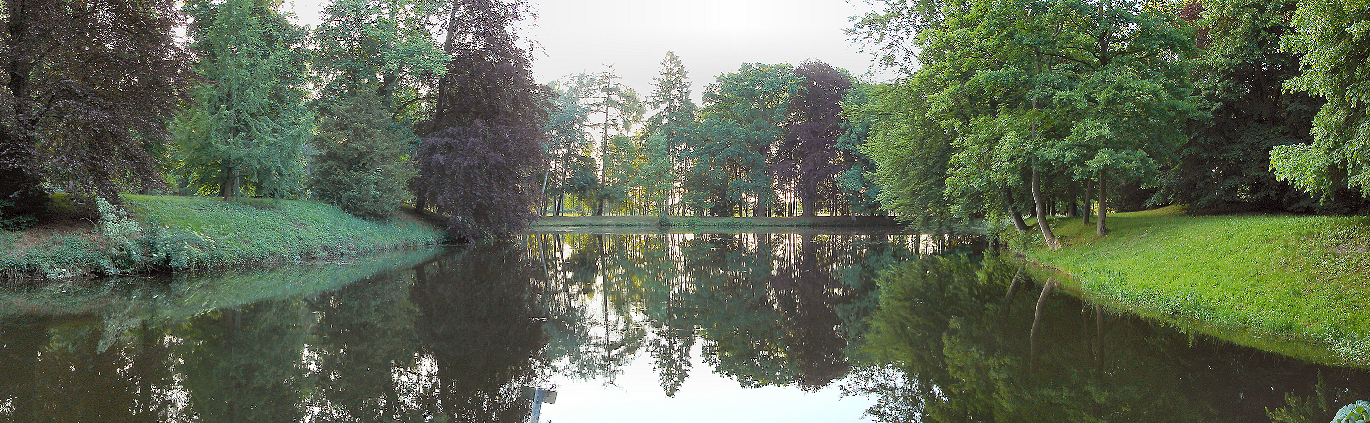
Schlosspark Griebenow

- Parkanlage Griebenow
- Park Klevenow
- Waldgebiete Süder- und Norderholz
- Burgwall Willershusen – Guttin
- Großdolmen im Forst Poggendorf
- Turmhügel Behnkenhagen
- Turmhügel Griebenow

## Wirtschaft und Infrastruktur

### Unternehmen
Die Gemeinde ist von der Land- und Forstwirtschaft geprägt. Im Gemeindegebiet liegt das Gewerbegebiet „Pommerndreieck“ mit mehreren Gewerbe- und Handelsansiedlungen. In den Orten sind Gewerbebetriebe des Handwerks, des Services und der Dienstleistungen angesiedelt.
Im Jahr 2022 erzielte Süderholz Einnahmen aus der Gewerbesteuer in Höhe von 2,8 Millionen Euro. Mit einem Gewerbesteuerhebesatz von 350 % (Stand: 2025) zählt die Gemeinde zu den steuerlich attraktiveren Standorten Deutschlands. Der Bundesdurchschnitt des Gewerbesteuerhebesatzes liegt im Vergleich bei 403 %.

### Verkehr
Durch die Ortsteile Poggendorf und Klevenow führt die Bundesstraße 194 zwischen Stralsund und Demmin. Sie kreuzt in Poggendorf die Landesstraße L 26 zwischen Glewitz und Greifswald. Die Bundesautobahn 20 (Rostock–Dreieck Uckermark) führt über das Gemeindegebiet. Sie ist über die Anschlussstellen Grimmen-Ost und Greifswald zu erreichen. Zwischen beiden Anschlussstellen zweigt (ebenfalls auf Gemeindegebiet) am „Pommerndreieck“ die Bundesstraße 96 nach Stralsund ab.
Die Bahnstrecke Berlin–Stralsund durchquert das Gemeindegebiet. Regional-Express-Züge der Linie RE 5 (Stralsund–Berlin) halten in Rakow.

## Persönlichkeiten

### Söhne und Töchter der Ortsteile der Gemeinde
- Albrecht Wakenitz (1558–1636), Rechtsgelehrter, in Klevenow geboren
- Nils Ferdinand von Bilow (1800–1846), Gutsbesitzer, in Grischow geboren
- Ernst von Keffenbrinck-Griebenow (1824–1900), Gutsbesitzer, in Griebenow geboren
- Rudolf Beerbohm (1941–2018), Spring- und Vielseitigkeitsreiter, in Willershusen geboren
- Gabi Kubach (* 1944), Regisseurin, in Griebenow geboren
- Heike Roock (* 1958), Leichtathletin, in Bartmannshagen geboren
- Anke Konrad (* 1966), Diplomatin, auf dem Gebiet der heutigen Gemeinde Süderholz geboren
- Antje Frank (* 1968), Ruderin, in Bartmannshagen geboren

### Mit den Ortsteilen von Süderholz verbundene Persönlichkeiten
- Gerdt Anton Rehnskiöld (1610–1658), Gutsbesitzer in Griebenow
- Philipp Jakob von Balthasar (1716–1807), Pfarrer, lebte in Bartmannshagen
- Karl Sparr (1860–1932), Lehrer in Rakow
- Arthur Becker (1862–1933), Politiker (SPD), Gutsbesitzer in Bartmannshagen